# 亚细亚管区
亚细亚管区（拉丁語：Dioecesis Asiana）是罗马帝国晚期的一个管区，由小亚细亚西部地区以及爱琴海东部岛屿的行省组成，建立在戴克里先行政改革时期，隶属于东方大区，最终在535年查士丁尼一世改革时期被废除。
亚细亚管区是帝国人口最多以及最为富饶的管区之一，下辖十一个行省：亚细亚、赫勒斯滂沱、潘菲利亚、卡里亚、呂底亞、吕基亚、利考尼亚、皮西迪亚、第一弗里吉亚、第二弗里吉亚以及群岛。
亚细亚管区的长官是代理官（Vicarius），其与阿非利加管区的代理官皆向代执政官而非大区长官负责。